# Виленский, Константин Михайлович
Константин Михайлович Виленский (пол. Konstanty Wileński; род. 25 декабря 1949 года, Киев) — композитор, классический и джазовый пианист-виртуоз. До начала 1990-х г. жил в Киеве, затем переехал в Польшу.

## Биография
Родился в семье потомственных музыкантов. Не родной дед, композитор Илья Виленский (1896—1975), создал в Киеве три музыкальных театра и усыновил Книговского Михаила Николаевича (он же ВИЛЕНСКИЙ МИХАИЛ ИЛЬИЧ) — род. 5 марта 1916 в Кишиневе. Ск. 21 сентября 1977 в Киеве, похоронен на кладбище «Берковцы». После эмиграции Книговского был усыновлен отчимом — ВИЛЕНСКИМ И. А., взял его фамилию и отчество «Ильич». Николай Книговский бежал из Киева после прибытия Красной Армии. Родители Константина, Михаил Виленский (усыновлён И. Виленским) и Елизавета Ростковская, были хореографами. Отец Константина, балетмейстер Михаил Виленский работал в украинских музыкальных и танцевальных ансамблях — Вирского, Веревки, Советской Армии. Мать — РОСТКОВСКАЯ Е. Д. Брат — Георгий, сестра — Маргарита.
Настоящий дед Константина Виленского, Книговский Николай Александрович — род. 21 октября 1889. Окончил Первую гимназию в Киеве в 1910 (в этом же классе учился брат будущего писателя К. Г. Паустовского Вадим, а годом раньше эту же гимназию закончил будущий писатель М. А. Булгаков, с семьей которого Книговские были дружны (по семейным преданиям Николай Александрович это прототип Тальберга (который позорно бежал из Киева перед Красной Армией) а жена Софья — прототип Елены — в пьесе Булгакова «Дни Турбиных»). Окончил Киевское Военное училище в 1912. Направлен в 19 Пехотный Костромской полк. В 1914 переведен в Отдельный корпус жандармов, переименован из поручиков в корнеты, назначен адъютантом Жандармского управления Бессарабской губернии. В 1916 переведен в Тифлис, исп.должн. помощника начальника Тифлисского отделения Жандармского полицейского управления Закавказской ж.д. Штабс-ротмистр, ротмистр.
Среди частых гостей семьи Виленских были пианисты Генрих Нейгауз и Владимир Горовиц.
К. Виленский окончил Киевскую консерваторию в 1974 г. и аспирантуру Консерватории в 1978 г. В 1983—1995 г. преподавал гармонию и композицию в Киевской консерватории. Руководил джаз-трио, в состав которого также входили киевляне Геннадий Литвин (контрабас, в 1990-х эмигрировал в Израиль) и Александр Блинов. Позднее организовал другой состав джаз-трио, где контрабасистом был Виктор Двоскин (сейчас живёт в Вашингтоне), а ударником Сергей Швирст (позднее стал монахом Киево-Печерской Лавры, умер в 1995); этот состав записал и выпустил в 1989 году на фирме «Мелодия» пластинку «Ты — это всё», на которой были представлены три джазовых стандарта и три авторских композиции самого Виленского. В нынешнем составе джаз-трио — контрабасист Томаш Купец (Польша) и ударник Сергей Виленский (сын). Выступает с симфоническими оркестрами в разных странах мастерски сочетая классику и джаз. Премировался на киевском джазовом фестивале «Голосеево» (1988), 11-й Московский международный джаз-фестиваль (Москва, 1988), Фестиваль им. Бетховена (Фальстербо, Швеция, 1998), Jazztopad — Фестиваль 3-х пианистов (Макович, Виленский, Можджер), Вроцлав, Польша, 2004.
С 1995 г. живёт в г. Кельце (Польша), в 1996—2001 гг. — музыкальный директор драматического театра им. Стефана Жеромского в г. Кельце (Польша). В 2002 г. получил гражданство Польши..
Два сына К. Виленского — Сергей и Алексей живут в Киеве. Старший сын — музыкант (симфонический оркестр Национальной филармонии). У младшего сына Алексея образование техническое.